# Richard Boyle, 3:e earl av Burlington

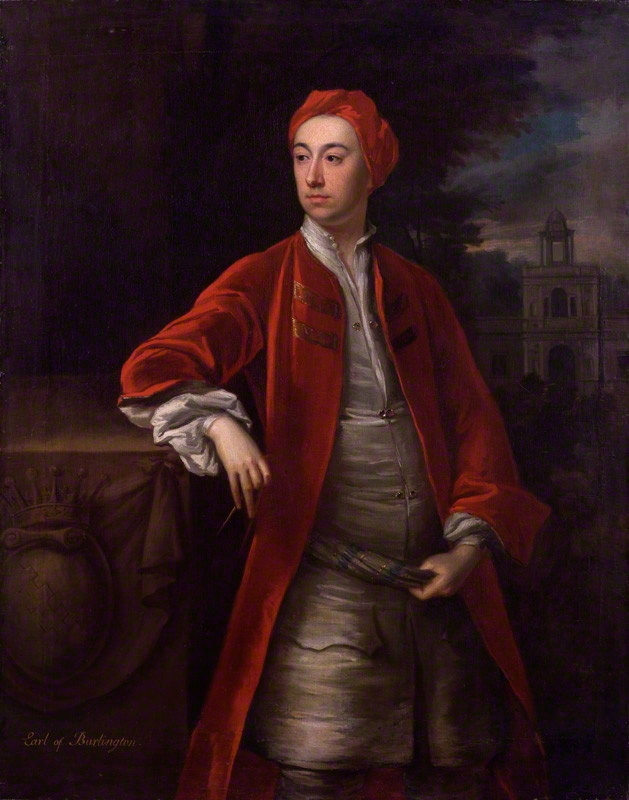
Richard Boyle, 3:e earl av Burlington, porträtterad av Jonathan Richardson, omkring 1717–1719.

Richard Boyle, 3:e earl av Burlington, 4:e earl av Cork, född 25 april 1694 i Yorkshire, död 15 december 1753 i Chiswick i London, var en engelsk aristokrat, sonsonson till Richard Boyle, 1:e earl av Burlington. Burlington kallades (de sköna) konsternas Apollo (Horace Walpole) och ägnade sig aldrig på allvar åt politik, trots att han satt såväl i Privy council som i House of Lords. Titeln earl av Burlington dog ut med honom (men återupplivades senare till förmån för hans dotterson George Cavendish, 1:e earl av Burlington), medan den av Cork gick över till en yngre gren av familjen, som redan var earler av Orrery. Närmaste arvinge var hans brylling John Boyle, 5:e earl av Orrery.

## Biografi

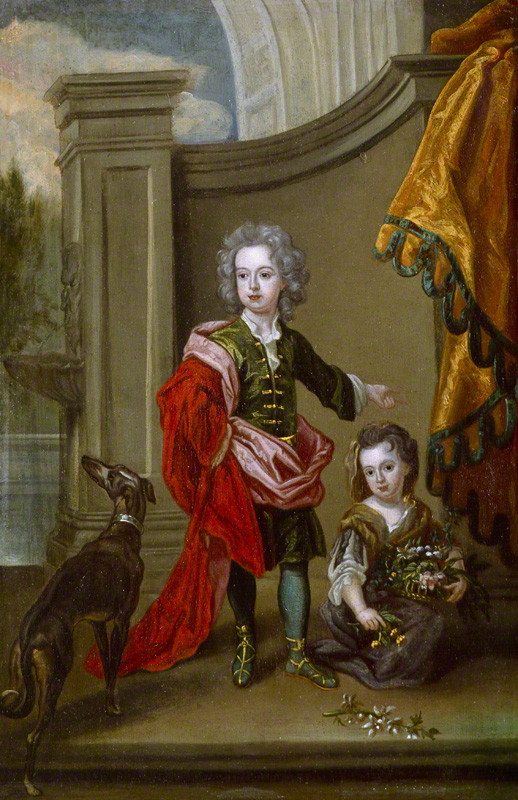
Porträtt av Richard Boyle som pojke, tillsammans med sin syster lady Jane Boyle, omkring 1700.

Lord Burlington, allmänt känd som "arkitektearlen", var mycket betydelsefull för återupplivandet av den palladianska arkitekturen. Han ärvde titeln och stora egendomar i Yorkshire och på Irland redan vid tio års ålder. Han visade tidigt kärlek till musiken. Georg Friedrich Händel dedicerade tre operor till honom, när han bodde i  Burlington House: Il pastor fido, Teseo och Amadigi di Gaula.  Tre utlandsresor (Grand Tours) 1714–1719 och en kortare resa till Paris 1726 gav honom möjligheter att utveckla sin smak. Hans professionella skicklighet som arkitekt (alltid understödd av en hantverkskunnig byggmästare) var utomordentlig. 
Burlington studerade aldrig romerska ruiner på nära håll, inte heller gjorde han detaljerade teckningar på plats; han litade på Palladio och Scamozzi som uttolkare av den klassiska traditionen. En annan inspirationskälla var en samling teckningar, några av Palladio själv, som hade tillhört Inigo Jones och ännu fler av Jones lärjunge John Webb, vilka William Kent utgav 1727 som Some Designs of Mr Inigo Jones... with Some Additional Designs (tilläggen var av Kent och Burlington). Den viktiga roll Webb spelade i överföringen av det palladianska (eller snarare neopalladianska) arvet uppmärksammades inte förrän under 1900-talet. Burlingtons första projekt var, passande nog, hans eget Londonresidens, Burlington House, där han avskedade  barockarkitekten James Gibbs när han återvände från kontinenten 1719 och anställde den skotske arkitekten Colen Campbell, som fortsatte den yttre gestaltningen, medan William Kent svarade för interiören. 
Under 1720-talet skildes Burlingtons och Campbells vägar, och Burlington bistods därefter i sina projekt av den unge Henry Flitcroft, känd som Burlington Harry - som blev en framstående arkitekt i den andra neopalladianska generationen - och Daniel Garrett, en palladiansk arkitekt som inte tillhörde de främsta, och några tecknare. I början av 1730-talet hade den palladianska stilen slagit igenom som den ledande. En av de första stora triumferna gällde Westminster School, vars dormitorium byggdes 1722–1730. För detta hade sir Christopher Wren ritat ett utkast, som förkastades till förmån för Burlingtons, vilket var ett tydligt tecken på att smaken höll på att förändras. Många av Burlingtons projekt har drabbats av ombyggnader och tillägg, liksom av eld och rivningar. I många fall fanns han i bakgrunden, även om arbetet utfördes av andra (det gäller till exempel om Holkham Hall). Hans ritningar finns bevarade på Chatsworth House, vilket underlättar betydligt för forskningen.